# Antonino Tripodi
Antonino Tripòdi, detto Nino (Reggio Calabria, 11 gennaio 1911 – Reggio Calabria, 19 agosto 1988) è stato un politico e giornalista italiano, dirigente del Movimento Sociale Italiano - Destra Nazionale, deputato dalla III all'VIII legislatura e membro del Parlamento europeo.

## Biografia
Aderì al fascismo da giovane lavorando nei Gruppi Universitari Fascisti, fu allievo di Emilio Bodrero e partecipò a diverse edizioni dei Littoriali, vincendo quelli della cultura del 1938 che si svolsero a Palermo. Fu volontario nella seconda guerra mondiale. Laureato in Giurisprudenza, giornalista, nel dopoguerra fu uno dei fondatori del MSI e nel 1958 fondò l'Istituto nazionale di studi politici ed economici.
Fu eletto deputato alla Camera dalla III all'VIII legislatura per il Movimento Sociale Italiano (1958-1983).
Fu per anni direttore del quotidiano Secolo d'Italia. Nel 1982 diviene presidente del partito.
Fu eletto europarlamentare alle elezioni europee del 1984 per le liste del MSI-DN. Fu membro della Commissione per la gioventù, la cultura, l'educazione, l'informazione e lo sport e della Delegazione per le relazioni con la Repubblica popolare cinese. Diresse per quindici anni il Secolo d'Italia.
Tripodi ha pubblicato volumi di storia, di critica letteraria e una raccolta di fiabe e novelle. Nel corso della sua carriera di scrittore si è occupato del Crepuscolarismo, movimento letterario italiano del primo Novecento, curando una ricca e accurata antologia e tenendo il 25 febbraio 1965 la conferenza dal titolo "Con Gozzano e altri poeti nel salotto di Nonna Speranza". Nell'ambito delle scienze politiche ha individuato nello storicismo cristiano di Giambattista Vico alcuni punti di tangenza con la dottrina politica di Mussolini. Il suo nome resta soprattutto legato al saggio Intellettuali sotto due bandiere, in cui smascherava diversi uomini politici che aderirono al fascismo per poi rinnegarlo passando sotto altre bandiere.

## Opere
- I fratelli Plutino nel Risorgimento italiano: con particolari cenni alle rivoluzioni locali del 1847, '48, '60, Industrie Grafiche Meridionali, 1932
- Antitesi del bolscevismo sovietico, Roma, S.A.E.G., 1940
- Il punto di scissione tra democrazia e liberalismo, Nuove grafiche S.A., 1940
- Il pensiero politico di Vico e la dottrina del fascismo, Cedam, 1941
- Ludi aprutini della cultura e dell'arte, Capriotti, 1941
- I Crepuscolari, Ed. del Borghese, 1966
- Gentile oggi in noi, Ed. del Secolo, 1968
- Italia fascista in piedi!, Il Borghese, 1972; Settimo Sigillo, 2006
- Il fascismo secondo Mussolini, Ciarrapico editore, 1978; Europa Libreria Editrice-Settimo Sigillo, 1998
- Intellettuali sotto due bandiere, Ciarrapico, 1981
- Nuvole e simboli, Serarcangeli, 1988